# Amtsgericht Neubrandenburg

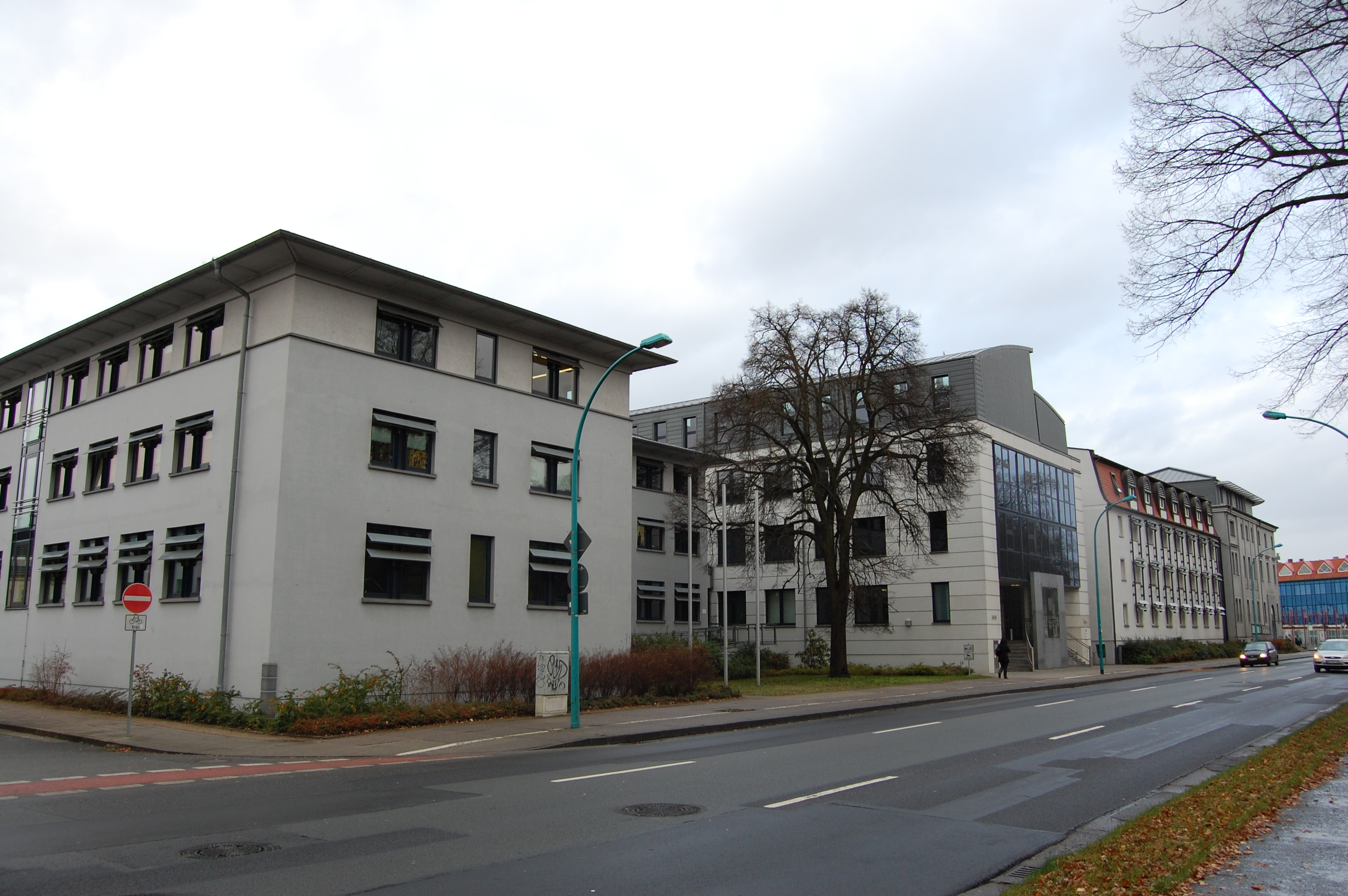
Gebäude des Amtsgerichts Neubrandenburg (2010)

Das Amtsgericht Neubrandenburg ist ein Gericht der ordentlichen Gerichtsbarkeit des Landes Mecklenburg-Vorpommern im Bezirk des Landgerichts Neubrandenburg.

## Gerichtssitz und -bezirk

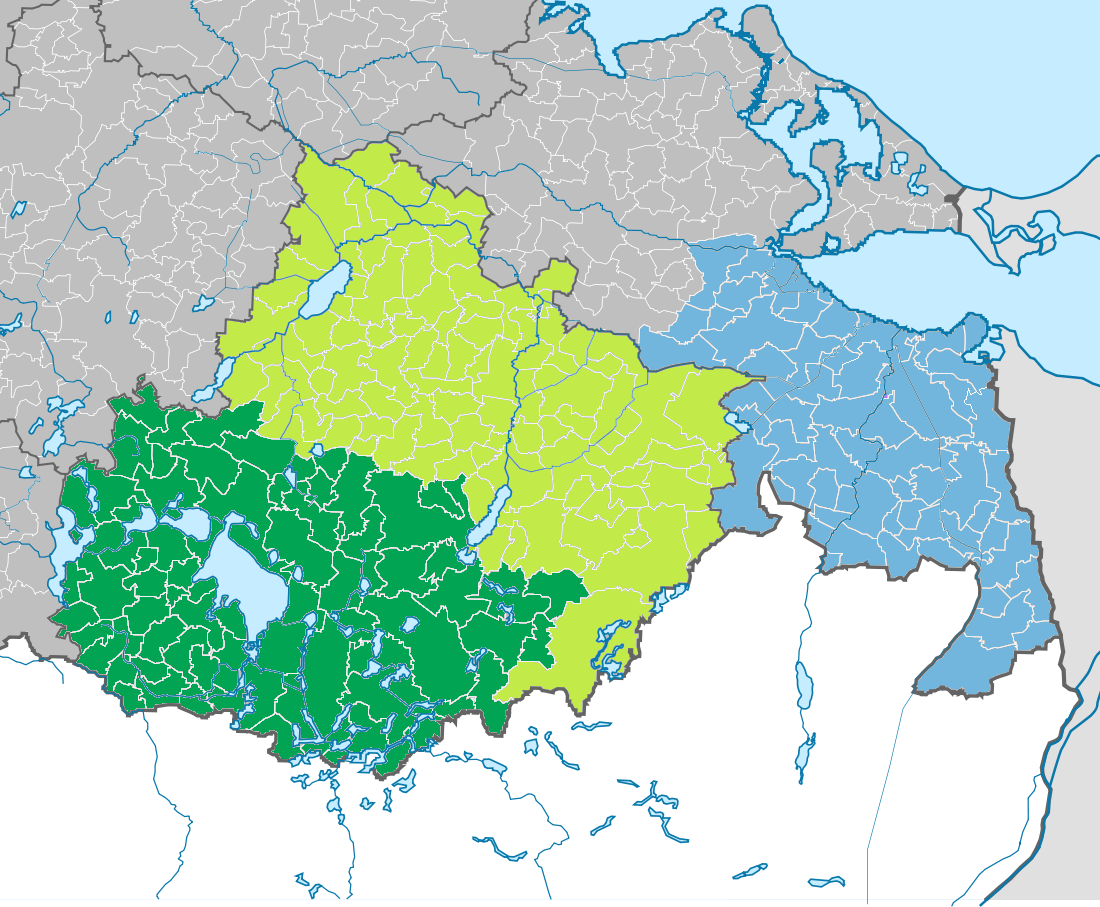
Gerichtsbezirke der dem LG Neubrandenburg nachgeordneten Amtsgerichte seit dem 28. September 2015
AG Waren (Müritz)
AG Neubrandenburg
AG Pasewalk

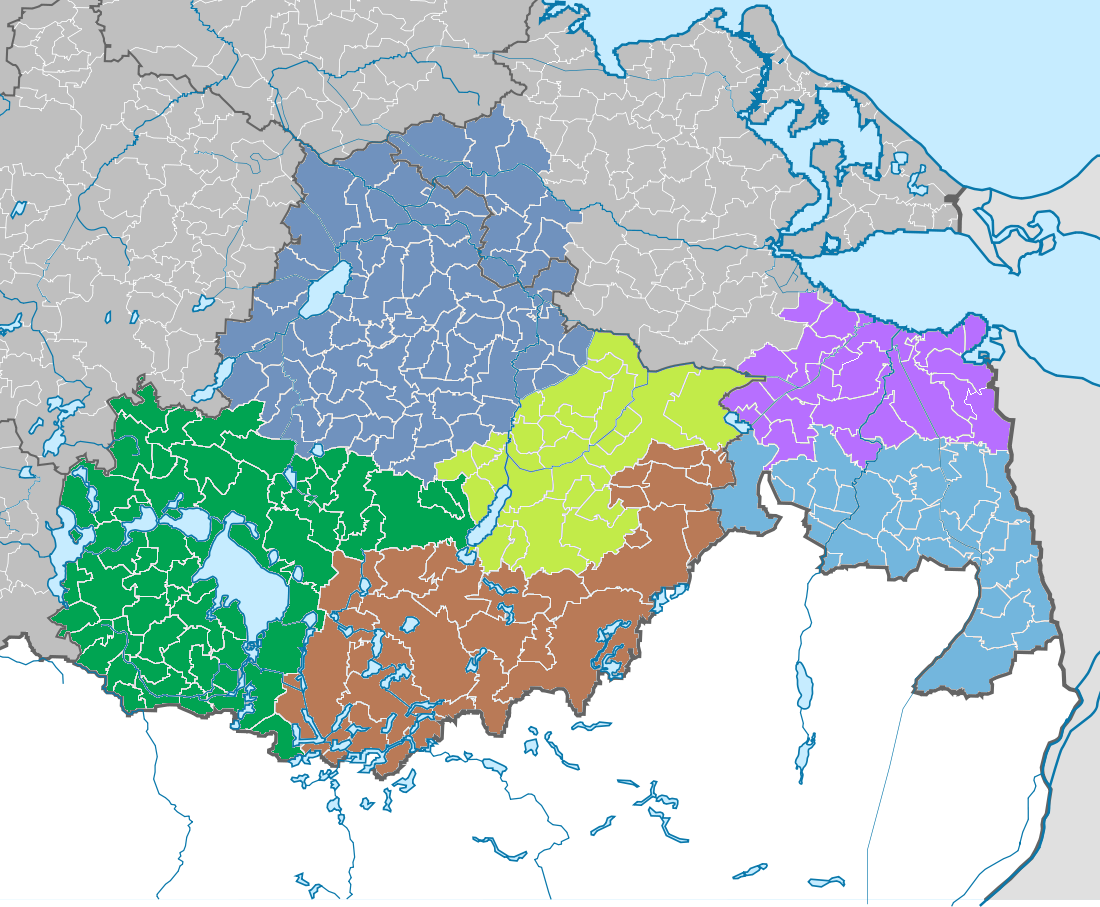
Gerichtsbezirke der dem LG Neubrandenburg nachgeordneten Amtsgerichte bis zum 5. Oktober 2014
AG Waren (Müritz)
AG Demmin
AG Neustrelitz
AG Neubrandenburg
AG Ueckermünde
AG Pasewalk

Das Gericht hat seinen Sitz in Neubrandenburg.
Der Gerichtsbezirk umfasste bis zum Inkrafttreten der Gerichtsstrukturreform am 6. Oktober 2014 das Gebiet der folgenden Städte und Gemeinden.
| - Beseritz, - Blankenhof, - Brunn, - Burg Stargard, - Cammin, - Cölpin, - Datzetal, - Eichhorst, - Friedland, | - Galenbeck, - Genzkow, - Glienke, - Groß Nemerow, - Helpt, - Holldorf, - Lindetal, - Neddemin, - Neubrandenburg, | - Neuenkirchen, - Neverin, - Pragsdorf, - Sponholz, - Staven, - Trollenhagen, - Woggersin, - Wulkenzin und - Zirzow |

Zum 6. Oktober 2014 wurden folgende Städte und Gemeinden aus dem Bezirk des Amtsgerichts Neustrelitz in den Bezirk des Amtsgerichts Neubrandenburg eingegliedert.
- Feldberger Seenlandschaft,
- Groß Miltzow,
- Kublank,
- Neetzka,
- Petersdorf,
- Schönbeck,
- Schönhausen,
- Voigtsdorf und
- Woldegk

Bei der Auflösung des Amtsgerichts Demmin und Umwandlung in eine Zweigstelle des Amtsgerichts Neubrandenburg wurden am 28. September 2015 folgende Städte und Gemeinden in dessen Bezirk eingegliedert.
| - Altenhagen, - Altentreptow, - Bartow, - Basedow, - Beggerow, - Borrentin, - Bredenfelde, - Breesen, - Breest, | - Briggow, - Burow, - Dargun, - Demmin, - Duckow, - Faulenrost, - Gielow, - Gnevkow, - Golchen, | - Grammentin, - Grapzow, - Grischow, - Groß Teetzleben, - Gültz, - Gülzow, - Hohenbollentin, - Hohenmocker, - Ivenack, | - Jürgenstorf, - Kentzlin, - Kittendorf, - Kletzin, - Knorrendorf, - Kriesow, - Kummerow, - Lindenberg, - Malchin, | - Meesiger, - Mölln, - Neukalen, - Nossendorf, - Pripsleben, - Ritzerow, - Röckwitz, - Rosenow, - Sarow, | - Schönfeld, - Siedenbollentin, - Siedenbrünzow, - Sommersdorf, - Stavenhagen, - Tützpatz, - Utzedel, - Verchen, - Warrenzin, | - Werder, - Wildberg, - Wolde und - Zettemin |

Damit wurde der ursprünglich etwa 790 km2 große Gerichtsbezirk durch die Gerichtsstrukturreform auf etwa 2860 km2 vergrößert. In ihm leben ungefähr 163.000 Einwohner.
Für Mahnsachen ist seit dem 1. November 2005 das Amtsgericht Hamburg als Zentrales Mahngericht zuständig.
Das Amtsgericht Neubrandenburg ist für den gesamten Landgerichtsbezirk Neubrandenburg zuständig für Landwirtschaftssachen, Wirtschaftsstrafsachen, Insolvenzverfahren sowie für die Führung der Handels-, Genossenschafts- und Partnerschaftsregister.
Seit dem 1. Januar 2013 ist das Amtsgericht auch Zentrales Vollstreckungsgericht für das Land Mecklenburg-Vorpommern.

## Geschichte
In Neubrandenburg befand sich vor 1879 das großherzogliche Amtsgericht Neubrandenburg und das großherzogliche Stadtgericht Neubrandenburg als Eingangsgerichte. Daneben bestanden Patrimonialgerichte. Übergeordnete Instanz war die Justizkanzlei Strelitz. Mit der Verordnung zur Ausführung des Gerichtsverfassungsgesetzes vom 27. Januar 1877 vom 17. Mai 1879 wurden die Änderungen der Reichsjustizgesetze im Großherzogtum Mecklenburg-Strelitz umgesetzt. Die bisherigen Gerichte wurden aufgehoben, und es wurden zehn Amtsgerichte (darunter das Amtsgericht Neubrandenburg), ein Landgericht (das Landgericht Neustrelitz) und ein Oberlandesgericht (das gemeinsame Oberlandesgericht Rostock) geschaffen.
Der Gerichtssprengel des Amtsgerichts Neubrandenburg umfasste danach die Vorderstadt Neubrandenburg (Carlshöhe, Fritscheshof, Fünfeichen, Hinterste Mühle, Hopfenburg, Monteshof, Neubrandenburger Papiermühle, Nonnenhof, St. Georg), aus dem Domanialamt Stargard die Orte Broda (mit Belvedere, Neukrug und Vierrade-Mühle), Georgendorf, Glienke, Heide-Mühle, Katzenhagen, Küssow, Neuendorf, Pragsdorf, Neu-Rhäse mit Meiershof, Rühlow mit Andreashof, Sponholz mit Bannenbrück, Warlin, Weitin, Wulkenzin mit Brand-Mühle und Zirzow sowie aus ritterschaftlichen Gütern die Orte Blankenhof, Brunn mit Neuhof, Buchhof, Cölpin mit Hochcamp, Ganzkow, Gevezin, Glocksin, Hohenmin, Ihlefeld, Krappmühl, Liepen, Louisenhof mit Magdalenenhöh, Reddemin, Neuenkirchen, Neverin, Podewall, Rossow, Staven und Trollenhagen mit Hellfeld.
Das Amtsgericht hatte 1880 zwei Richter, die für 13.730 Gerichtseingesessene verantwortlich waren. Es war damit eines der drei größeren Gerichte im Landgerichtsbezirk.
Nach dem Zweiten Weltkrieg wurden die Amtsgerichte im Land Mecklenburg neu geordnet, und das Amtsgericht Neubrandenburg kam zum Landgericht Güstrow.
In der DDR wurden die Amtsgerichte 1952 aufgelöst und einheitlich Kreisgerichte gebildet. Neubrandenburg gehörte zum Kreis Neubrandenburg, dort entstand so das Kreisgericht Neubrandenburg, welches dem Bezirksgericht Neubrandenburg nachgeordnet war. Nach dem Zusammenbruch der DDR wurden die Amtsgerichte mit dem Gerichtsstrukturgesetz neu gebildet.

## Gebäude
Das Gerichtsgebäude Friedrich-Engels-Ring 15–18, 17033 Neubrandenburg beherbergt das Justizzentrum. Es befindet sich in unmittelbarer Nähe des Bahnhofes direkt im Zentrum.

## Übergeordnete Gerichte
Dem Amtsgericht Neubrandenburg ist das Landgericht Neubrandenburg übergeordnet. Zuständiges Oberlandesgericht ist das Oberlandesgericht Rostock.